# Sự kiện Kobe
Sự kiện Kobe (神戸事件 Thần Hộ sự kiện, Kōbe jiken), còn được gọi trong tiếng Nhật là sự kiện Bizen (備前事件 Bị Tiền sự kiện, Bizen jiken) và trong tiếng Anh là vụ ẩu đả Bizen hoặc biến cố Bizen, là một cuộc khủng hoảng ngoại giao giữa Đế quốc Nhật Bản và một số cường quốc phương Tây, do một cuộc giao tranh vào ngày 4 tháng 2 năm 1868 giữa binh lính phiên Bizen và thủy thủ nước ngoài. Nó trở thành một vụ bê bối trong quan hệ Pháp–Nhật, trở thành thách thức lớn đầu tiên trong các vấn đề quốc tế đối với chính phủ Minh Trị  non trẻ.
Vụ việc xảy ra trong khoảng thời gian Cảng Hyōgo mở cửa cho giao thương với nước ngoài, với một cộng đồng thương nhân và binh lính nước ngoài sinh sống và làm việc tại khu định cư nước ngoài Kobe. Đáp lại, quân đội nước ngoài bắt giữ các tàu chiến Nhật Bản gần đó và chiếm trung tâm thành phố với lý do bảo vệ khu định cư của họ. Triều đình đã cử đại diện đến đàm phán và thông báo cho người phương Tây rằng quyền lực đã chuyển từ Mạc phủ Tokugawa sang chính phủ Minh Trị mới thành lập. Các đại diện phương Tây yêu cầu Taki Zenzaburo, người có liên quan, bị hành quyết; Taki đã thực hiện nghi thức seppuku vào ngày 3 tháng 3.

## Diễn biến vụ việc
Ngày 27 tháng 1 năm 1868, với sự bùng nổ của cuộc chiến tranh Boshin, tân chính phủ Minh Trị đã ra lệnh canh gác Nishinomiya ở Settsu nhằm đề phòng quân binh phiên Amagasaki theo phò Mạc phủ tới tấn công. Đến ngày 29, 2.000 quân được gầy dựng ở phiên Bizen đi sang phía tây, và trong số này có 500 (luân phiên 800) quân dưới sự chỉ huy của gia lão phiên Bizen Heki Tatewaki (日置帯刀 Nhật Trí Đới Đao), kèm theo các khẩu đại bác, hành quân trên đất liền đến địa điểm ấn định. Bởi vì cảng Hyōgo được mở vào ngày 1 tháng 1, quân đội đi trên con đường Saikoku Kaidō (西国街道 Tây quốc nhai đạo) chứ không phải con đường do Mạc phủ Tokugawa xây dựng, nhằm tránh đụng độ với quân địch hoặc người nước ngoài.
Khoảng sau 1 giờ ngày 4 tháng 2, khi binh lính phiên Bizen hành quân dọc theo khu vực lân cận đền Sannomiya, hai thủy thủ Pháp xuất hiện từ một tòa nhà gần đó và cố gắng vượt qua hàng ngũ. Binh sĩ phía Nhật coi đây là hành vi cấu thành tomowari (供割 cung cát), một hành động cực kỳ thiếu tôn trọng theo Luật Võ gia, và Taki Zenzaburo, phụ trách nhóm pháo thứ ba, đã cầm một ngọn giáo và cố gắng ngăn chặn họ lại. Tuy nhiên, không bên nào có thể hiểu được bên kia, và khi đám thủy thủ cố gắng vượt qua, Taki đã dùng giáo đâm vào họ, gây ra những vết thương nhẹ.
Hai thủy thủ nhanh chóng rút lui vào trong nhà nhưng lại mang theo súng ngắn. Taki, nhìn thấy điều này, đã hét lên "Súng, súng!", lính của anh ta đã ra lệnh bắn, bắt đầu cuộc đọ súng. Cuộc giao tranh ven đường ngay sau đó cũng nhắm vào các chức sắc châu Âu và Mỹ, những người đang kiểm tra địa điểm được quy hoạch liền kề của một khu định cư nước ngoài, và một số quả đạn tròn nhỏ được khai hỏa. Hầu hết các viên đạn đều bắn trượt và bay qua đầu các mục tiêu đã định của chúng, nhưng đã xuyên qua các lá cờ nước ngoài khác nhau đang bay trên ngôi nhà hải quan cũ của Mạc phủ ở phía bên kia của địa điểm dự kiến. Liệu đây có phải là cảnh báo bắn hay chỉ đơn giản là những phát súng nhằm mục đích giết người không rõ ràng ngay cả trong lời khai của các nhân chứng phương Tây.

## Các nước phản ứng
Công sứ nước Anh Harry Smith Parkes, người tình cờ có mặt tại cuộc giao tranh, đã rất tức giận và thông báo cho tàu thuyền của nhiều quốc gia có mặt để kỷ niệm việc mở cảng Hyōgo trong tình trạng khẩn cấp. Thủy quân lục chiến Mỹ, lính canh người Anh và thủy thủ Pháp truy đuổi quân Bizen bên ngoài khu định cư nước ngoài và bắn lẫn nhau tại sông Ikuta. Về phía Bizen, Heki ra lệnh ngừng bắn và rút lui. Có một "cu li" bị giết và một vài người bị thương ở hai bên.
Cùng ngày đó, các cường quốc phương Tây sở hữu công sứ quán ở Kobe đã chiếm đóng quân sự ở trung tâm Kobe với lý do bảo vệ khu định cư của người nước ngoài, và bắt giữ các tàu chiến của Tokugawa đang neo đậu ngoài khơi cảng Hyōgo. Tại thời điểm này, triều đình Thiên hoàng vẫn chưa thông báo cho các nước phương Tây biết về việc chuyển giao quyền lực từ Mạc phủ sang chính phủ Minh Trị, và Itō Hirobumi đã cố gắng đàm phán nhưng mau chóng bị đổ vỡ. Ngày 8 tháng 2, triều đình vội vã tuyên bố chuyển giao quyền lực cho chính phủ Minh Trị và công bố mở cửa nước Nhật. Higashikuze Michitomi được chỉ định làm đại diện và mở lại cuộc đàm phán.
Các cường quốc phương Tây đòi hỏi sự an toàn cho người dân của họ và trừng phạt nghiêm khắc kẻ chịu trách nhiệm về vụ việc—nói ngắn gọn là hành quyết Taki. Có một số phàn nàn rằng điều này là quá khắc nghiệt đối với một sự cố mà không ai thực sự chết, và phản ứng của Taki đối với tomowari của quân đội nước ngoài dường như hoàn toàn tự nhiên, nhưng trước yêu cầu từ các cường quốc thì đành phải miễn cưỡng làm theo. Date Munenari đã gửi đơn kháng cáo xin khoan hồng qua Itō Hirobumi và Godai Tomoatsu, đến đúng lúc, nhưng đã bị từ chối bởi một cuộc bỏ phiếu của các bộ trưởng ngoại giao, bắt đầu từ Tổng lãnh sự Pháp Léon Roches.
Cuối cùng, vào ngày 24 tháng 2, phiên Bizen đã đồng ý yêu cầu của các cường quốc phương Tây. Taki bèn thực hiện nghi thức seppuku trước sự chứng kiến của các quan chức nước ngoài tập hợp tại chùa Eifuku-ji vào ngày 3 tháng 3. Heki, từng chỉ huy quân đội, đồng thời bị quản thúc tại gia, và sự việc đã được giải quyết một cách tạm thời.

## Ý nghĩa
Biến cố Kobe đại diện cho sự cố ngoại giao quốc tế đầu tiên mà chính phủ mới phải đối mặt sau khi phục hồi quyền cai trị của Thiên hoàng. Mặc dù sự việc này cuối cùng đã được giải quyết khi các thế lực ngoại quốc buộc hành quyết Taki Zenzaburo (滝善三郎, Sang Thiện Tam Lang), nhưng nó đã chứng minh cho họ thấy rằng chính phủ Minh Trị mới hiện là chính quyền cầm quyền để đối phó với chính sách đối ngoại của Nhật Bản. Hơn nữa, sự việc này cho thấy triết lý đối ngoại của triều đình đã nhanh chóng chuyển từ tư tưởng "nhương di" (攘夷 jōi) sang "khai quốc hòa thân" (開国和親 kaikoku washin). Tuy nhiên, vì phái nhương di vẫn ủng hộ chính quyền mới, chính sách đối ngoại mới không được công bố rõ ràng trong nội bộ. Một tuyên bố chính thức về sự thay đổi cuối cùng đã được đưa ra vào năm sau, ngày 7 tháng 7 năm 1869, dựa trên quyết định của Thượng cục Hội nghị (上局会議 jōkyoku kaigi).